# Google Fi
Google Fi, anteriormente Project Fi, es un servicio de telecomunicaciones OMV de Google que proporciona llamadas telefónicas, SMS y banda ancha móvil mediante redes celulares y Wi-Fi. Google Fi utiliza redes operadas por Sprint, T-Mobile y U.S. Cellular. Google Fi es un servicio solo para residentes de EE. UU.
El 22 de abril de 2015 se lanzó para el servicio para el Nexus 6.  El servicio se abrió al público el 7 de marzo de 2016 y el 4 de octubre de 2016 se introdujo el soporte para dispositivos adicionales, incluidos los teléfonos inteligentes Pixel y Pixel XL. El 28 de noviembre de 2018, Google cambió el nombre de Project Fi a Google Fi y agregó soporte para más teléfonos, incluidos iPhones.
Google Fi cambia automáticamente de una red a otra según la intensidad y la velocidad de la señal. Se puede conectar automáticamente a puntos de acceso Wi-Fi mientras se aseguran los datos con cifrado a través de una VPN automática. Las llamadas telefónicas hacen una transición constante entre Wi-Fi y redes celulares. Con todas las redes combinadas, el servicio cubre más de 170 países en todo el mundo. 
Una suscripción cuesta 20 dólares por mes para llamadas y mensajes ilimitados, más una asignación de datos personalizable que cuesta 10 dólares adicionales por gigabyte. El dinero por los datos no utilizados se acredita de vuelta a la cuenta del usuario, y el uso excesivo de datos añadirá 10 dólares adicionales por gigabyte. 
Google Fi actualmente ofrece un plan para que los clientes actuales compartan su propio código de cupón personal. Cada código remitido vale 20 dólares para el cliente actual y 20 dólares para cada nuevo cliente que se registre. Un plan grupal cuesta 15 dólares adicionales por usuario mensuales. Se puede usar una tarjeta SIM solo de datos en tabletas, teléfonos inteligentes y módems de automóvil compatibles (por ejemplo, Volvo). Un sim de solo datos tendrá acceso a los datos, pero no podrá hacer llamadas ni transmitir mensajes de texto a través de redes celulares. 
Google Fi ahora ofrece un Plan 'Ilimitado' para sus usuarios por una tarifa plana de 70 dólares mensuales con hasta 22 GB de datos de alta velocidad. Una vez excedidos los 22 GB, las velocidades se limitan a 256 kbps. En ambos planes, los usuarios pueden pagar 10 dólares adicionales por 1GB hasta su próximo ciclo de facturación.

## Historia
Google Fi se anunció exclusivamente para el teléfono inteligente Nexus 6 el 22 de abril de 2015, con soporte para Sprint y T-Mobile. Debido a la gran demanda del lanzamiento, el servicio requería que los usuarios recibieran invitaciones, que se lanzaron gradualmente durante el verano de 2015. El sistema de invitación se retiró el 7 de marzo de 2016. US Cellular fue agregado el 8 de junio de 2016. Three fue agregado el 12 de julio de 2016. En octubre de 2016, Google agregó soporte para los teléfonos inteligentes Pixel y Pixel XL, y luego introdujo un plan grupal, permitiendo a los suscriptores agregar miembros adicionales a sus planes.
El 17 de enero de 2018, Google Fi anunció la función Bill Protection que limita el cargo por datos a 60 dólares. Si los datos utilizados son superiores a 15   GB, entonces Fi puede reducir la velocidad de datos a 256   kbps. El usuario puede evitar la desaceleración pagando el precio total de los datos utilizados a 10 dólares por GB. La función Bill Protection también funciona con planes grupales, con un cargo máximo de 85 dólares para dos personas, 120 dólares para tres personas y 140 dólares para cuatro personas. La tarifa por llamadas y mensajes de texto ilimitados no se ve afectada por la función Bill Protection. 

## Características
Google Fi cambia automáticamente de una red a otra según la intensidad y la velocidad de la señal. Se puede conectar automáticamente para abrir puntos de acceso Wi-Fi mientras se aseguran los datos con cifrado a través de una VPN automática. Las llamadas telefónicas pasan sin problemas a una red celular si se pierde la cobertura de Wi-Fi.
Los usuarios de Google Fi pueden usar Hangouts en cualquier teléfono, tableta o computadora para llamar y enviar mensajes de texto. Google Fi también es compatible con VoLTE como parte de un lanzamiento por etapas. Con todas sus redes combinadas, el servicio de Google Fi cubre más de 200 países y territorios en todo el mundo.

## Dispositivos
- LG G7 ThinQ
- LG V35 ThinQ
- LG V30
- Moto X4 (versión Android One )
- Moto G6
- Moto G7
- Nexus 6
- Nexus 5X
- Nexus 6P
- Pixel y Pixel XL
- Pixel 2 y Pixel 2 XL
- Pixel 3 y Pixel 3 XL
- Pixel 3a y Pixel 3a XL
- Pixel 4 y Pixel 4 XL
- iPhone 5S y posterior (beta)
- Otros dispositivos pueden funcionar con SIM de solo datos si están desbloqueados y funcionan con la red GSM de T-Mobile. Es posible que Google Fi no pueda ayudar a activar o solucionar problemas de dispositivos no listados.[5]